# Hal Ashby
William Hal Ashby (Ogden, 2 de setembro de 1929 - Malibu, 27 de dezembro de 1988), foi um editor e diretor de cinema estadunidense.

## Biografia
Ele começou sua carreira no cinema como montador, tendo trabalhado muitos anos com o diretor Norman Jewison.
Estreou na direção em 1970 com o filme "The Landlord" e foi responsável por muitos fimes emblemáticos da década de 1970 como " Ensina-me a Viver", "Shampoo", "Amargo Regresso" e "Muito Além do Jardim".
Ele morreu vitimado por um câncer no fígado aos 59 anos e ganhou um Oscar de melhor edição em 1968 por "No Calor da Noite". Foi indicado ao Oscar de direção pelo já citado Amargo Regresso, que tem como pano de fundo a Guerra do Vietnã.

## Filmografia
- Jake's Journey - (1988) (TV)
- Beverly Hills Buntz - (1987) (TV)
- 8 Million Ways to Die - (1986)
- The Slugger's Wife - (1985)
- Solo Trans - (1984)
- Let's Spend the Night Together - (1983)
- Lookin' To Get Out - (1982)
- Second-hand Hearts - (1981)
- Being There - (1979)
- Coming Home - (1978)
- Bound for Glory - (1976)
- Shampoo - (1975)
- The Last Detail - (1973)
- Harold and Maude - (1971)
- The Landlord - (1970)